# Schizofreniforme stoornis
Een schizofreniforme stoornis is een psychische aandoening die in het DSM-IV is ingedeeld bij de psychotische stoornissen. De aandoening heeft veel kenmerken van schizofrenie, maar is korter van duur (1-6 maanden van verminderd sociaal functioneren). Als de observatieperiode te kort is, kan later alsnog schizofrenie worden gediagnosticeerd.
De schizofrene symptomen zijn wanen, hallucinaties, verward denken of verwarrend taalgebruik, gedesorganiseerd of catatoon gedrag en negatieve symptomen (bijvoorbeeld vervlakking van het affect).
Bij de diagnose moet worden uitgesloten dat de symptomen het gevolg zijn van een schizoaffectieve stoornis of een bipolaire stoornis met psychotische kenmerken. Ook moeten de fysiologische effecten van substantiegebruik (bijvoorbeeld drugs of medicijnen) als oorzaak zijn uitgesloten.